# Grnica
Grnica är en ort i Bosnien och Hercegovina.   Den ligger i entiteten Federationen Bosnien och Hercegovina, i den centrala delen av landet, 60 km väster om huvudstaden Sarajevo. Grnica ligger 703 meter över havet och antalet invånare är 728 
Terrängen runt Grnica är kuperad åt nordväst, men åt sydost är den bergig. Grnica ligger nere i en dal.Närmaste större samhälle är Bugojno, 13,1 km nordväst om Grnica.
I omgivningarna runt Grnica växer i huvudsak blandskog. Runt Grnica är det ganska tätbefolkat, med 93 invånare per kvadratkilometer.